# Франц фон Піллерсдорф
Франц Ксав'єр фон Піллерсдорф (нім. Franz Xaver Freiherr von Pillersdorf; 1 березня 1786, Брюнн, нині Брно — 22 листопада 1862, Відень, Австрійська імперія) — австрійський державний діяч, виконувач обов'язків міністр-президента Австрійської імперії в 1848. Барон.

## Життя і кар'єра
Народився в Брно, в родині судді. Здобув освіту у Відні, вивчав юриспруденцію і суспільно політичні науки. З 1805 — на державній службі, працював в Галичині. З 1807 — у Відні, став співробітником барона фон Бальдаччі. Після поразки Австрії в Війні п'ятої коаліції і укладення Шенбруннського миру, Бальдаччі втратив позиції при дворі, проте Піллерсдорф зміг закріпитися на службі, працював в судових органах. З 1811 служив помічником секретаря фінансового відомства (Hofkammer). У 1813-1815 — помічник військового міністра (яким був Бальдаччі), відповідав за постачання окупаційній армії у Франції і управління зайнятими територіями. Здійснив поїздку до Великої Британії, потім продовжив роботу в фінансовому відомстві. У 1824 став віце-президентом Гофкаммера. У 1832 отримав чин Таємного радника. У 1842 зайняв посаду канцлера об'єднаної придворної канцелярії. У 1845 обраний почесним громадянином Відня. У 1846 удостоєний ордена святого Стефана.
Після початку Революції 1848, Піллерсдорф, який був відомий як політичний противник Меттерніха, призначений міністром внутрішніх справ (20 березня — 7 травня). 4 травня, після відставки Фікельмона, очолив уряд. 25 квітня виступив з ініціативою прийняття ліберальної конституції («Піллерсдорфська конституція»). Запропоновані конституційні ідеї не задовольнили ні уряд ні революціонерів, в результаті чого вже 8 липня Піллерсдорф подав у відставку.
Хоча Франц фон Піллерсдорф був обраний депутатом Рейхстагу, робота якого розпочалася 22 липня, істотного впливу на подальший хід подій він надати не зміг. При голосуваннях підтримував позицію уряду. Після розпуску парламенту залишився без призначення, його діяльність під час роботи в уряді і напередодні Жовтневого повстання у Відні восени 1848 стала предметом дисциплінарного розслідування. У 1852 позбавлений чину дійсного таємного радника і ордена Святого Стефана. Незадовго до смерті був повністю виправданий.
У квітня 1861 обраний депутатом Рейхстагу від ландтагу Нижньої Австрії, очолив фінансову комісію парламенту. Менше ніж через рік, 22 лютого 1862, помер.

## Визнання
На честь Піллерсдорфа названо провулок у другому окрузі Відня (Леопольдштадт) — Піллерсдорфгассе.

## Твори
- Rückblicke auf die politische Bewegung in Österreich 1848 −1849 (Відень, 1849);
- Die österreichischen Finanzen beleuchtet (Відень, 1851).
- Handschriftlicher Nachlass (Відень, 1863).